# الشخصية والجريمة
الشخصية والجريمة ترتبط نظرية الجريمة بين الشخصية والسلوك الإجرامي، وينطوي هذا الربط حتماً على وجود علاقة سببية وهذا يؤدي إلى تبادل وجهات نظر قوية، لا سيما بين أولئك الذين يدافعون عن تفسير بيولوجي يركز على الشخصية للجريمة وأولئك الذين يتبنون موقفاً أكثر اجتماعية

## تعريف
(ساذرلاند 1949؛ إيسينك وغودجونسون 1989؛ لوب وسامبسون 1991).
والحقيقة هي أن بعض الناس ينخرطون في السلوك الإجرامي والبعض الآخر لا ينخرطون فيه. ويوجد هذا التمايز السلوكي داخل المجموعات التي تشترك في ظروف اجتماعية متشابهة من الصعوبات الاقتصادية أو عدم الاستقرار. من الواضح أن الاختلافات الفردية يجب أن تلعب دوراً في الخيارات التي يتخذها الناس والتي تقودهم نحو الإجرام، ولكن لا ينبغي استبعاد التفسيرات الاجتماعية للجريمة. فالعوامل مثل الفقر والتغير الاجتماعي تترافق بالفعل مع زيادة النشاط الإجرامي، ولكن إذا كانت هذه العوامل سببية فإنها ستعمل من خلال آليات نفسية. والفرق بين التفسيرات الاجتماعية والنفسية للجريمة هو مستوى التحليل. فبالنسبة لعلماء النفس التفاضلي أو علماء النفس الشخصي، ينصب التركيز على تفسير كيف أدت التجربة الشخصية للفرد وشخصيته إلى السلوك المعادي للمجتمع المعني. بينما يستخدم عالم النفس الاجتماعي مستوى أكثر عمومية من التجريد حيث ينظر إلى التمايز الفردي ضمنيا على أنه تباين خاطئ، وتوجد العناصر السببية للسلوك الإجرامي في السياق الاجتماعي أو الثقافي للفاعل.
في ضوء الجدل الدائر حول الموضوع، من المهم أولاً أن نكون واضحين بشأن التعريفات التي نستخدمها. فبالنسبة لأغراضنا، يصف مصطلح "الشخصية" شخصية الفرد، ويستند هذا المصطلح إلى النمط الملحوظ من السلوكيات التي تعتبر نموذجية لذلك الشخص. وبالتالي يمكن تعريف الشخصية بأنها الاستعداد للتصرف باستمرار بطريقة معينة. وبعبارة أخرى، فإن الشخصية هي احتمالية وليست شيئًا يمكن ملاحظته بشكل مباشر، ويتم الاستدلال على طبيعتها من السلوك. وبهذه الطريقة يمكن، إلى حد ما، الاستدلال على بعض خصائص الشخصية، ولا سيما تلك التي يطلق عليها اسم "اضطرابات الشخصية" من السلوكيات المرضية أو الإجرامية (هير 1996؛ ليكن 1995؛ ميلون وآخرون 1998). ومع ذلك، فإن علماء النفس التفاضلي عادةً ما يعملون من الاتجاه الآخر ويحاولون تحديد البنى الشخصية المستقرة والموجودة مسبقاً والتي قد يكون لها دور سببي في السلوك الإجرامي. وعادةً ما توصف هذه البنى بأنها سمات كامنة، مما يعني تأثيرها الأساسي على جميع أنواع السلوكيات. وبالتالي قد نتوقع أن يكون الشخص الذي يتمتع بمكانة مرتفعة في سمة الانبساطية ثرثارًا أو اجتماعيًا في معظم المواقف. قد يختلف السلوك عبر السياقات الاجتماعية ولكنه سيكون متسقًا بما يكفي لاعتباره سلوكًا يمكن التنبؤ به. وعندها فقط يمكن اعتباره سمة شخصية.
تركز الكثير من الأبحاث حول الشخصية والسلوك الإجرامي على الجانب الوصفي، حيث يتم توجيه الانتباه إلى أنواع السمات الشخصية التي تبدو أكثر انتشارًا في عينات من الأشخاص المخالفين. وتميل هذه المجموعة من العمل إلى تحديد عينة من المجرمين، وقياسهم على بعض السمات الفردية أو المتعددة ومقارنة الدرجات التي تم الحصول عليها بتلك التي تم الحصول عليها من عينة ضابطة أو غير مجرمة (فونسيكا ويول 1995؛ غوما-إي-فريكسانيت 2001). وهذا النوع من الأبحاث محدود للغاية لأنه يستند إلى افتراض أن العينة المخالفة ستكون متجانسة فيما يتعلق بالسمات المعنية، وهذا لا يحدث أبدًا تقريبًا (Eysenck 1996).

## النظريات
هناك عدد قليل من النماذج النظرية التي تربط بين الشخصية والسلوك الإجرامي، وأكثرها تأثيراً هو نموذج هانز إيسنك (1977). واستناداً إلى نموذجه البيولوجي الاجتماعي للشخصية، حيث تكون السمات هي التجليات السلوكية للركائز العصبية، يحدد آيزينك ثلاث سمات شخصية رئيسية ترتبط بزيادة احتمالية السلوك الإجرامي. وهي الانبساطية (E) والعصابية (N) والذهانية (P).
ويميل الأفراد الذين يتمتعون بسمات الانبساطية إلى أن يكونوا اجتماعيين ومندفعين على حد سواء، وتستند هذه السمة إلى الاستعداد البيولوجي نحو الاستثارة القشرية. وفي نظرية آيزينك، فإن الأفراد الذين يتمتعون بدرجة عالية من الانبساطية لديهم مستويات منخفضة من الاستثارة القشرية وبالتالي يكونون عرضة لسلوكيات عدم التثبيط والبحث عن الإحساس. هذا المستوى المنخفض من الاستثارة يجعل هؤلاء الأشخاص أقل عرضة لسهولة تكييفهم لأنهم يحتاجون إلى مستويات أعلى من التحفيز من أجل التعلم، وبالتالي غالبًا ما يتم تفويت التفاصيل الدقيقة في تكييف الطفولة المبكرة. ويرى آيزينك (1996) كذلك أن تكييف الضمير يميل إلى تحصين الأشخاص ضد السلوك المعادي للمجتمع. فالفرد العصابي غير مستقر عاطفياً ومتقلب وهذا يرجع، في نموذج آيزينك، إلى جهاز عصبي ذاتي شديد التفاعل. إن المزيج من ارتفاع E وارتفاع N سيجعل السلوك المعادي للمجتمع أكثر احتمالاً.
وقد أضيفت الذهانية في وقت لاحق إلى نموذج آيزنك للجريمة والشخصية (آيزنك وآيزنك 1976) وهي أقل ثباتاً في النظرية البيولوجية على الرغم من أنها تفترض أنها سمة متعددة الجينات. ويميل الأفراد ذوو الشخصية الاندفاعية المرتفعة إلى السلوكيات المتصلبة والقاسية ويظهرون سلوكيات اجتماعية باردة وفعالة. في الأصل، كان يُنظر إلى الاندفاع في الأصل على أنه جزء لا يتجزأ من E، ولكن تم الاعتراف به لاحقًا على أنه مكون مهم من P (Eysenck و Eysenck 1976). من الواضح جداً أنه على الرغم من أن P قد يكون لها أهمية أكبر للسلوك المعادي للمجتمع، إلا أنها أقل تطوراً من الناحية النظرية من E و N.
وتتمثل الميزة الكبيرة للنهج الآيزنكي في أنه يوفر فرضيات قابلة للاختبار يمكن من خلالها دعم النموذج الأساسي أو عدم تأكيده. وفي حين أن هناك الكثير من الأبحاث التي تدعم النظرية على نطاق واسع (Eysenck وGudjonsson 1989؛ وBartol وBartol 2007؛ وCarrascoa وآخرون 2006)، إلا أن هناك أيضاً مجموعة من الأبحاث الأكثر التباساً (Farrington وBiron وLeBlanc 1982؛ وFonseca وYule 1995؛ وVan Dam وDeBruyn وJanssens 2007) واعترافاً بحدود قابلية تطبيقها العام (Palmer 2003). وقد أظهرت مراجعتان كميتان للصلة بين الشخصية والجريمة (ميلر ولينام 2001؛ وكال 2006) أن التنبؤات المتعلقة بـ E أقل رسوخًا من التنبؤات المتعلقة بـ N و P. وخلص بلاكبيرن (1993)، استنادًا إلى النتائج الملتبسة لنظرية E، إلى أن نظرية آيزينك غير مدعومة جيدًا. أحد الأسباب المحتملة لذلك هو الموقف الغامض للاندفاعية في نموذج PEN للشخصية، حيث يبدو أن هذه السمة تحمل قدرًا كبيرًا من القوة التفسيرية.
وينبغي أيضا الاعتراف بأن عملية التكييف التي تقوم عليها النماذج البيولوجية الاجتماعية للجريمة يمكن أن تتنبأ أيضا بحالة "معاداة للمجتمع"، حيث من المرجح أن يصبح ضمير المنفتحين الذين ينشأون في بيئة إجرامية أكثر عرضة للتكيف مع الجريمة من أقرانهم المنفتحين (Rafter 2006).
وهناك نموذج نظري آخر يربط بين الشخصية والجريمة في نظرية غراي للحساسية المعززة (غراي 1981). في هذه النظرية، التي نشأت من نقد لنموذج E و N لإيسينك، يُقال إن هناك نظامين محفزَين لتنظيم السلوك. ينظم نظام التنشيط السلوكي (BAS) الاستجابات للمكافأة ويتم تسهيله على المستوى العصبي عن طريق تنشيط المسارات العصبية الدوبامينية. مستويات عالية من نظام التنشيط السلوكي
يؤدي النشاط إلى سلوك اندفاعي وسعي وراء الأحاسيس في المواقف المرتبطة بالمكافأة. ومن ناحية أخرى، ينظم نظام التثبيط السلوكي (BIS) الاستجابات للمنبهات المنفرة. ويُنظر إلى نظام التثبيط السلوكي على أنه نظام حصيني منفصل، وتؤدي المستويات العالية من نشاط نظام التثبيط السلوكي إلى تثبيط السلوك وتجنبه في المواقف التي ترتبط بالعقاب.
ويترتب على نموذج BIS-BAS آثار واضحة بالنسبة للمشاكل السلوكية لدى الأطفال، ويبدو أن هذا مدعوم في الأدبيات البحثية (Quay 1986). فعلى سبيل المثال، استطاع كولدر وأوكونور (2004) أن يظهرا على عينة من الأطفال الصغار أن نموذج BAS القوي يرتبط بمشاكل السلوك الخارجي، بينما تنبأ نموذج BIS القوي بمشاكل السلوك الداخلي. وأظهرت دراسة مثيرة للاهتمام أجرتها هاسكن (2007) أن استراتيجيات التكيف يمكن أن تعدل العلاقة بين حساسية التعزيز والسلوك المعادي للمجتمع. وقد تمكنت من إثبات ذلك على عينة عامة من المراهقين الأستراليين، واقترحت أن هذا قد يكون بمثابة أساس لعمل التدخل. وهذا يتماشى إلى حد كبير مع ادعاء إيسينك بأن علاج الأفراد المعادين للمجتمع يجب أن يكون مصممًا وفقًا لشخصيتهم.
تشير كل من نظريتي جراي وآيزينك إلى أن الاندفاعية عنصر مركزي ويبدو أن هذا يرتبط بشكل جيد مع النظرية العامة للجريمة التي اقترحها غوتفريدسون وهيرشي (1990) من توجه مختلف تمامًا وأكثر اجتماعية. وتؤكد النظرية العامة للجريمة أن العنصر الأساسي للسلوك الإجرامي هو غياب ضبط النفس. يتطور ضبط النفس في مرحلة مبكرة من الحياة ربما بسبب القدوة الأبوية والتدريب المبكر، ولكن بمجرد أن يترسخ هذا الأمر يصبح مقاومًا للغاية للتغيير. لا يفكر الأفراد الذين يعانون من ضعف ضبط النفس في العواقب طويلة الأجل لسلوكهم ويتسم سلوكهم بالمخاطرة والبحث عن الإحساس وعدم التفكير. وقد أجرى برات وكولين (2000) مراجعة كمية للبحوث التي تفحص "ضبط النفس" وخلصا إلى أن انخفاض ضبط النفس هو أحد أهم العوامل المرتبطة بالنشاط الإجرامي. وفي حين أن توجه غوتفريدسون وهيرشي هو توجه اجتماعي وليس بيولوجي اجتماعي مثل توجه غراي وايزنك، إلا أنه يبدو من الواضح أن بنيتهما المركزية "ضبط النفس" يمكن أن تتطابق بسهولة مع الاندفاعية كما وصفها ايزنك وغراي في جانبها العصبي النفسي.

## الموقف الحالي
رغم تأثيره الهائل، إلا أن نموذج إيسنكيان للشخصية ليس الأكثر اعتمادًا في أبحاث الشخصية الحالية. يبدو أن هذا الشرف يقع على عاتق نموذج العوامل الخمسة (FFM) لسمات الشخصية (كوستا وماكراي 1992؛ غولدبيرغ 1990). ويتخذ نموذج العوامل الخمسة نهجًا معجميًا وليس اجتماعيًا حيويًا لتعريف الشخصية ويفترض أن هناك خمس سمات شخصية عامة ذات قوة تفسيرية كافية لتفسير معظم الذخيرة السلوكية البشرية بشكل تفاعلي. وتسمى هذه العوامل بشكل مختلف، الانبساطية (E)، والعصابية (N)، والتوافق (A)، والضمير(C) والانفتاح (O). بالطبع، يمكن القول بأن (أ) و(ج) هما مكونان من مكونات (ب) وأن نموذج FFM هو مجرد تشويه لنموذج القلم لإيزنك، ولكن هناك أدلة كثيرة على أن هذه العوامل، على الأقل، لها استقلالية معجمية (جون 1990؛ ماكري 2001).
لم يتم تطوير العلاقة بين نموذج نموذج الشخصية الحرة والسلوك الإجرامي بأي دقة نظرية إلا فيما يتعلق باضطراب الشخصية المعادية للمجتمع (Widiger and Costa 1994). وقد خلص ميلر ولينام (2001)، في تحليل تلوي للدراسات التي تربط بين سمات الشخصية والسلوك المعادي للمجتمع، إلى أن المستويات المنخفضة من A و C متورطة باستمرار. كما أشارا أيضاً إلى أن هناك تداخل واضح بين عاملي (P) لدى آيزنك وعاملي (A) و(C) في دراسة السمات الشخصية المعادية للمجتمع، ومع ذلك، وكما يشير ويبي (2004)، فإن 13 من أصل 14 دراسة من دراسات السمات الشخصية المعادية للمجتمع التي بحثت في هذا المجال استخدمت أعراض اضطراب الشخصية المعادية للمجتمع كمتغير تابع، وهو وإن كان مفيداً إلا أنه يوفر صلة غير مباشرة بالسلوك الإجرامي.
ومن أهم المحاذير في دراسة الشخصية والجريمة حقيقة أن المجرمين لا يشكلون مجموعة واحدة متجانسة. فهناك تنوع كبير في الأسلوب والشخصية بين الأشخاص الذين يخالفون القانون كما هو الحال بين الملتزمين بالقانون. معظم مقاييس السمات الشخصية تظهر أن التباين في عينات الجناة يعادل تباين عينات غير الجناة. إن المقارنة المبسطة بين مجموعات "الجناة" و"غير الجناة" من خلال مقارنة الملامح الشخصية المجمعة لا تقدم سوى القليل من التبصر في دور الشخصية في ارتكاب الجريمة.
وينبغي أن يكون من الواضح أن الأنواع المختلفة من الجرائم تكون مدفوعة بدوافع وإدراكات مختلفة تمامًا. وبالتالي، من المرجح أن يكون المتحرش بالأطفال مختلفًا تمامًا عن المحتال، تمامًا كما يختلف السائق المخمور المدان بجريمة قتل عمد عن القاتل الجنسي المتسلسل. ومن المؤكد، إذن، أنه من السذاجة أن نفترض أن سمة أساسية واحدة تنبئ بجميع الأنشطة الإجرامية. وقد تم توضيح هذه النقطة تجريبياً في إحدى دراسات إيسينك المبكرة (إيسينك ورست وإيسينك 1977)، حيث تم تقسيم 156 سجيناً بالغاً إلى أربع مجموعات على أساس جرائمهم (العنف، السرقة، الاحتيال، عدم الكفاءة). أظهرت النتائج تمايزًا واضحًا بين المجموعات، حيث كان مرتكبو جرائم الاحتيال منخفضين في P و N ولكن مرتفعين في E، بينما كان مرتكبو الجرائم "غير الملائمة" مرتفعين في P و N ولكن منخفضين في E.
المشكلة الثانية التي قد تعيق البحوث التي تربط بين الشخصية والجريمة هي حقيقة أن جميع مقاييس الشخصية تقريبًا تستند إلى التقرير الذاتي والاستبيانات الذاتية. ويتطلب ذلك درجة من المعرفة الذاتية للمشاركين واستعدادهم لوصف مخزونهم السلوكي النموذجي للباحث من خلال مجموعة منظمة من الأسئلة. قد لا يكون من المستغرب تمامًا أن نجد الأفراد المعادين للمجتمع أقل امتثالًا وصدقًا مما قد نتوقعه من عينة معيارية. وبعبارة أخرى، من غير المحتمل أن يكون الخطأ المرتبط ببيانات الشخصية غير كبير. أما الاستراتيجيات الأخرى مثل مقاييس المقياس فهي غير عملية إلى حد ما ولكنها استخدمت بنجاح في تقييم شخصية الأفراد المعادين للمجتمع (بلاكبيرن 1995؛ ليهي 2007). وقد أجرى راين وفينابلز وويليامز (1996) دراسة تتفادى بدقة هذا الاعتماد على التقرير الذاتي. وقد ركزوا على المقاييس النفسية النفسية في دراسة مستقبلية للمراهقين، وتمكنوا من إثبات وجود تأثير كبير للتكيف والقدرة على التكييف والقدرة على التكييف في الاتجاه المتوقع بين المشاركين الذين قاموا فيما بعد بالإساءةفي مرحلة البلوغ.

## هوامش
افتتح هذا الفصل بالادعاء بوجود انقسام بين التفسيرات الاجتماعية المنطقية والنفسية للجريمة. ومع ذلك، فإن الخصومة بين المعسكرين ربما تكون غير ضرورية عندما ننظر، على سبيل المثال، إلى التفسيرات النفسية للجريمة واعتمادها على خاصية تشبه إلى حد كبير خاصية الاندفاع التي تحدث عنها إيسنك وغراي. وقد ذكر ساذرلاند (1949) نفسه أنه لا توجد جريمة تُرتكب دون وجود استعداد لارتكابها، على الرغم من أن منظوره التفسيري المفضل كان من المستوى الاجتماعي والثقافي. وتعتمد نظريات إيسينك وغراي على التنشئة الاجتماعية للأفراد التي يوفرها السياق الاجتماعي السائد، على الرغم من أن المنظور المفضل لديهم هو المنظور النفسي العصبي. وتدعم الأدلة بالتأكيد الادعاء بأن الاستعدادات الفردية مثل السمات الشخصية هي عناصر مهمة في السلوك الإجرامي والمعادي للمجتمع. ويحدد مستوى التحليل الذي نختار العمل على أساسه مدى الفائدة التي نعتبرها مفيدة في هذا الصدد.